# Horst Schmidt (Fußballspieler, 1948)
Horst Schmidt  (* 8. Juni 1948 in München; † 5. Juli 1990) war ein deutscher Fußballspieler. Von 1967 bis 1970 absolvierte der Mittelfeld- und Abwehrspieler für den TSV 1860 München in der Fußball-Bundesliga 46 Spiele, in denen er vier Tore erzielte.

## Karriere
Schmidt begann das Fußballspielen in der Jugend beim FC Bayern München. Über Schwarz–Weiß München kam er 1965 zum TSV 1860 München für den er von 1967 bis 1973 in der ersten Mannschaft spielte. Er debütierte unter Trainer Albert Sing am 30. September 1967, bei der 0:1-Heimniederlage gegen den MSV Duisburg in der Bundesliga. Er wurde in der zweiten Halbzeit für Hans Rebele eingewechselt. Am Rundenende belegten die „Löwen“ den 12. Rang und der Nachwuchsspieler hatte an der Seite von Petar Radenković, Manfred Wagner, Rudolf Steiner, Hans Reich, Željko Perušić, Alfred Heiß, Peter Grosser, Hans Küppers, Wilfried Kohlars und Ludwig Bründl 15 BL-Einsätze bestritten und dabei zwei Tore erzielt. Bis zum Abstieg von 1860 München am Ende der Saison 1969/70 spielte Schmidt in der Bundesliga und absolvierte 46 Spiele, in denen er vier Tore erzielte. Am letzten Spieltag der Abstiegssaison, den 3. Mai 1970, gehörte er der Elf an, die sich mit einem torlosen 0:0-Heimremis gegen Rot-Weiss Essen aus der Bundesliga verabschiedete. Zu diesem Zeitpunkt war Franz Binder „Löwen“-Trainer und Horst Blankenburg, Klaus Fischer und Ferdinand Keller waren seine Mitspieler.
Danach spielte er noch drei Saisons für die „Löwen“ in der Fußball-Regionalliga Süd. Dort kam er noch zu neun Toren in 70 Ligaspielen. War der verletzungsanfällige Schmidt noch in den ersten zwei Runden unter Trainer Hans Tilkowski unumstrittener Stammspieler und zeitweiliger Spielführer, so kam das frühe Laufbahnende 1972/73 nach lediglich sieben weiteren Einsätzen. Im August 1972 zog er sich eine langwierige Verletzung zu, die es erst im Februar/März 1973 gestattete, einen neuen Wettkampfversuch zu starten. Nach der Einwechslung für Wolfgang Lex am 31. März 1973 bei der 2:3-Auswärtsniederlage unter Trainer Elek Schwartz beim Freiburger FC war die fußballerische Laufbahn von Horst Schmidt beendet. Insgesamt kam  Schmidt zu 116 Ligaspielen für den TSV 1860, in denen er 13 Tore schoss.
Im europäischen Wettbewerb des Messepokals in der Saison 1967/68 kam Schmidt gegen den Servette FC und den FC Liverpool zu drei Einsätzen.